# Шайбенгардт
Шайбенгардт (нім. Scheibenhardt) — громада в Німеччині, розташована в землі Рейнланд-Пфальц. Входить до складу району Гермерсгайм. Складова частина об'єднання громад Гагенбах.
Площа — 2,88 км2. Населення становить 604 ос. (станом на 31 грудня 2020).